# ASL Aviation Holdings
ASL Aviation Holdings ist ein Luftfahrtunternehmen mit Sitz in Dublin, Irland. Das Unternehmen gehört zu 100 % Star Capital Partners mit Sitz in London, Vereinigtes Königreich. ASL steht für Airlines, Support and Leasing.
Die Gruppe besteht aus mehreren Unternehmen, darunter acht Fluggesellschaften, Wartungsunternehmen und einer Reihe von Leasing-Gesellschaften. Die Fluggesellschaften von ASL operieren unter ihren eigenen Marken und betreiben auch Passagier- und Frachtflüge für internationale Großkunden, darunter Express-Frachtunternehmen und Passagier-Fluggesellschaften. Die Gruppe verfügt über eine Flotte von ca. 140 Flugzeugen, die aus 12 Flugzeugtypen besteht, von Boeing 747-400 Frachtern bis zu den kleineren ATR 42 Turbo-Props.
Im Jahr 2021 führten die Fluggesellschaften von ASL 93.181 Flüge durch, beförderten 3.900.000 Passagiere und 991.141 Tonnen Fracht in insgesamt 177.474 Flugstunden.

## Geschichte
Das Unternehmen wurde 2008 gegründet. Mitte 2016 wurde die Übernahme von TNT Airways und PAN Air Líneas Aéreas durch die ASL Aviation Group angekündigt. Damit führt ASL Aviation Group zugleich die bisherigen Großaufträge von TNT Express an TNT Airways fort. Die Übernahme von TNT durch FedEx wurde mittlerweile genehmigt, jedoch musste vor einem Abschluss der Transaktion TNT Airways abgeben werden.
Im Februar 2019 verkauften die Anteilseigner Compagnie Maritime Belge (51 %) und 3P Airfreighters (49 %) das Unternehmen an Star Capital Partners.

## Tochtergesellschaften
- ASL Airlines Ireland
- ASL Airlines Belgium
- ASL Airlines France
- ASL Airlines United Kingdom
- ASL Airline Services Switzerland
- K-Mile Air (45 %)[7]
- ASL Airlines Australia (ehemals Pionair; Australien)[8][9]
- Safair (FlySafair) (25 %)[7]
- Quikjet Airlines

### Ehemalige Fluggesellschaften
- ASL Airlines Hungary
- ASL Airlines Spain
- ASL Airlines Switzerland